# Parque nacional Isla María

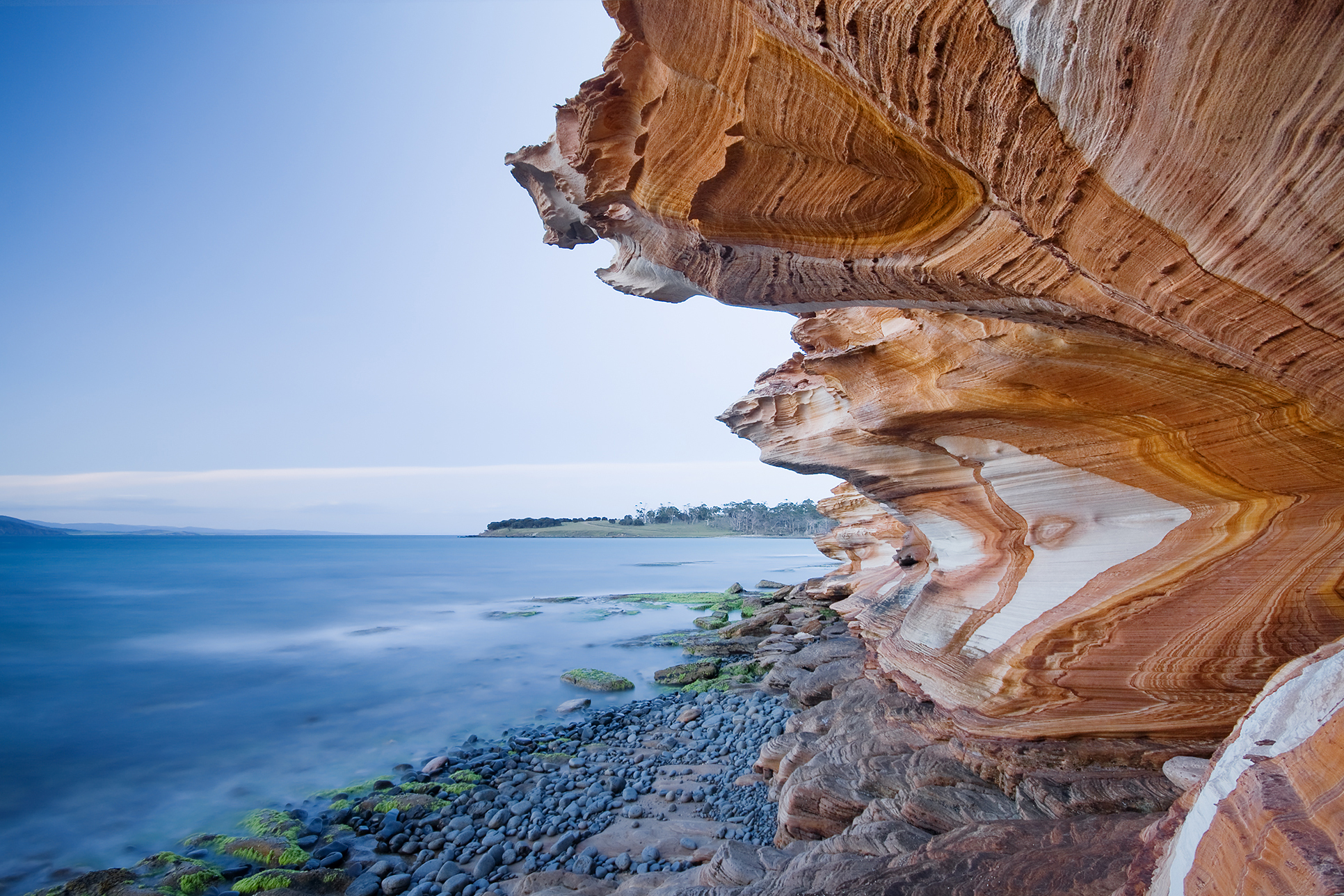
Los Painted Cliffs («Acantilados Pintados») en el Parque Nacional Isla Maria.

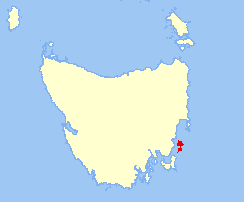
Ubicación del Parque Nacional Isla Maria, Tasmania

Parque Nacional Isla María 42°38′S 148°05′E / -42.633, 148.083 es un parque nacional frente a la costa este de Tasmania, Australia, se encuentra a 69 km de distancia en línea recta al noreste de Hobart.
En 1972 isla Maria fue declarada parque nacional, antes de esta declaración, fueron demolidos los edificios que existían, debido a que el gobierno consideraba que los mismos presentaban peligrosidad para los turistas en la isla.
Con la creación del parque, en la década de 1970 diferentes especies faunísticas fueron puestas en libertad en la isla. El área del parque es de 115, 5 km² y no existen vehículos de motor, para su recorrido solo se lo puede hacer a pie o en bicicleta.